# Павловск (Вороњешка област)
Павловск (Вороњешка област) (рус. Павловск) град је у Русији у Вороњешкој области.

## Становништво
| 1939.  | 1959.  | 1970.  | 1979.  | 1989.  | 2002.  | 2010.  |
| ------ | ------ | ------ | ------ | ------ | ------ | ------ |
| 11.100 | 12.050 | 14.819 | 20.963 | 25.905 | 26.365 | 25.126 |